# Mychajło Swistun
Mychajło Swistun, ukr. Михайло Свістун (ur. 1907, zm. 1946) – ukraiński leśnik i myśliwy, Sprawiedliwy wśród Narodów Świata, ofiara zbrodni ukraińskich nacjonalistów.

## Życiorys
Urodził się w 1907 roku, mieszkał w Korostowie. Jego żoną była Połaha (Pelagia), z którą miał syna Wasyla urodzonego w 1930 roku. Utrzymywał się z myślistwa; skóry i futro upolowanych zwierząt sprzedawał w Skolem, m.in. Aaronowi Wilfowi. Znajomość ta podczas okupacji niemieckiej skutkowała zaproponowaniem rodzinie Wilfów przez Swistuna udzielenia schronienia.
Od października 1942 przez rok Swistunowie ukrywali na strychu opuszczonego budynku na swojej posesji sześcioro Żydów: Aarona, Chaję, Meira i Monia Wilfów oraz Dowa Liebleina i Rosę Englander. Początkowo pomoc była udzielana za wynagrodzeniem; później Mychajło wziął koszty utrzymania ukrywanych na siebie. W październiku 1943 Żydzi przenieśli się do ziemianki zbudowanej w lesie przez Swistuna, gdzie doczekali nadejścia Armii Czerwonej. 
W 1946 roku Mychajło Swistun został zamordowany przez ukraińskich nacjonalistów. Według Instytutu Jad Waszem była to zemsta za ukrywanie Żydów.

## Odznaczenia
W 1974 roku Instytut Jad Waszem pośmiertnie uhonorował Mychajła Swistuna, a także wdowę po nim i jego syna Wasyla, tytułami Sprawiedliwych wśród Narodów Świata. 